# Tutchonis du Nord
Les Tutchonis du Nord ou Tutchones du Nord constituent un peuple autochtone d'Amérique du Nord originaire du centre du Yukon, au Canada. Ils font partie du groupe ethnolinguistique athapascan.
La langue historique des Tutchonis du Nord est le tutchone du Nord, une variété du tutchone toujours vivante. Toutefois, un nombre important de Tutchonis du Nord parle l'anglais, lingua franca au Yukon.
Traditionnellement, le peuple nord-tutchoni vivait de chasse, de pêche et de cueillette, comme plusieurs autres peuples autochtones de la région, laquelle n'était pas propice à l'agriculture. Leur mode de vie était d'ailleurs semi-nomade, influencé notamment par le climat subarctique et les fluctuations de la faune. Leur territoire ancestral de cueillette comprenait les rivières McQuesten et Stewart au nord, la rivière White à l'est, le bassin hydrographique de la rivière Big Salmon au sud et les monts Selwyn à l'est. Des groupes nord-tutchonis vivaient également à Fort Selkirk et à Big Salmon à l'époque où des bateaux circulaient sur le fleuve Yukon.
L'organisation sociale des Tutchones du Nord repose sur un système clanique matrilinéaire, composé de deux clans, les Loups et les Corbeaux. L'importance du groupe y est d'ailleurs importante.
À Carmacks, un musée abrite encore aujourd'hui plusieurs objets et artéfacts témoignant de la vie des Tutchonis du Nord, tels un bateau en peau d'orignal, un canot, des outils en pierre et en os, des vêtements, des accessoires ainsi que des œuvres d'art tutchonies, dont un diorama représentant un piège à mammouth,.

## Premières Nations
Bien que les Tutchonis du Nord forment un peuple (ou ethnie) à part entière, ceux-ci sont divisés en plusieurs groupes, clans ou communautés rattachés à un lieu, appelés Premières Nations. Les Premières Nations nord-tutchonies sont toutes situées au Yukon et bénéficient d'un conseil de bande, conformément à la Loi sur les Indiens : 
- Première Nation de Na-Cho Nyäk Dun (Mayo) (« Peuple de la grande rivière », en référence à la rivière Stewart, qu'ils nomment Na-Cho Nyäk, « la grande rivière »)[7]
- Première Nation de Little Salmon/Carmacks (Carmacks) (Tagé Cho Hudän, « Peuple de la grande rivière »)
- Première Nation Selkirk (Pelly Crossing) (Hućha Hudän, « Peuple des terres planes », dû au relief du secteur)[4]
- Première Nation de White River (Beaver Creek) (partagée avec les Tananas et les Tutchonis du Sud)